# Conservenfabriek

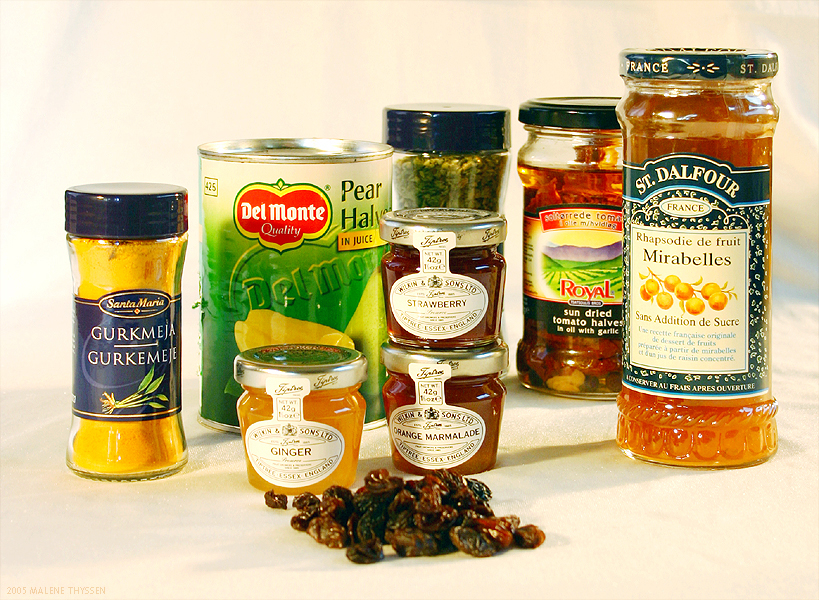
Voorbeelden van voedselconservering

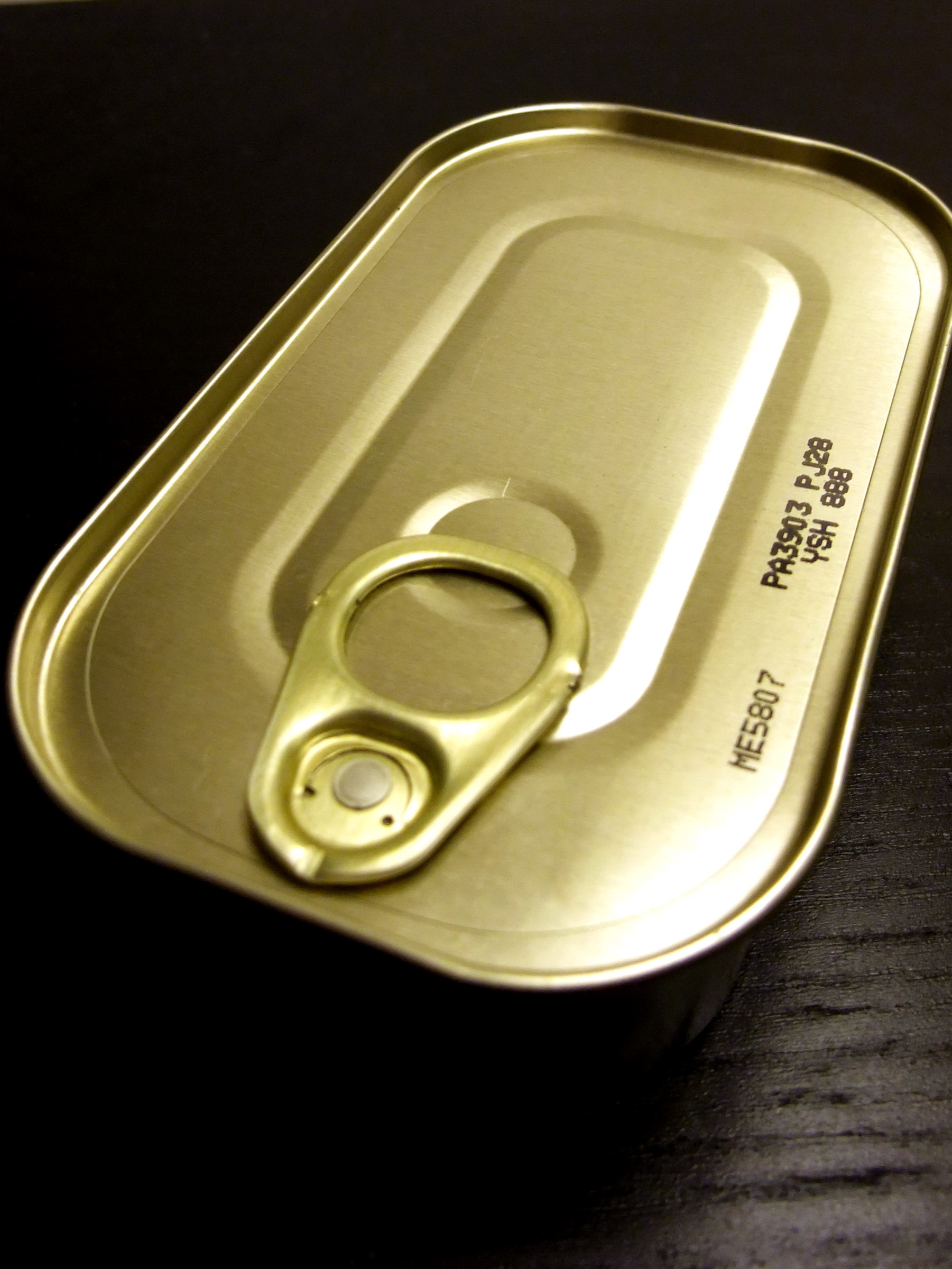
Ingeblikte vis

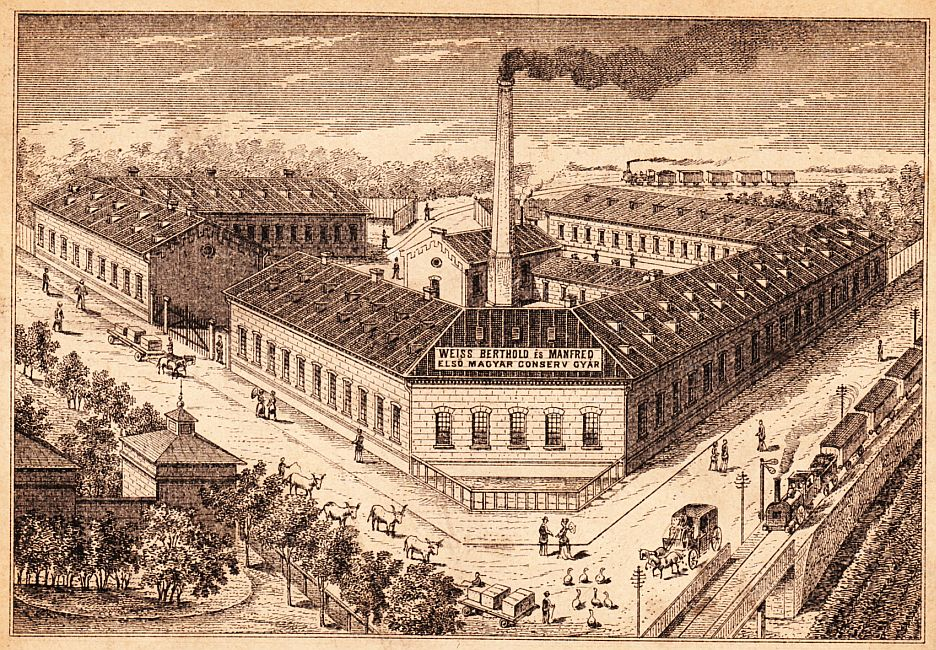
Een van de eerste grote conservenfabrieken, van de gebroeders Weiss in Csepel-Boedapest

Een conservenfabriek is een fabriek waar levensmiddelen geconserveerd worden.
De volgende soorten conservenfabrieken worden onderscheiden:
- Vleesconservenfabrieken
- Visconservenfabrieken
- Groenten- en fruitconservenfabrieken. Hieronder vallen ook de jamfabrieken.
- Zuivelfabrieken, ook melkfabrieken genaamd, worden gewoonlijk als een afzonderlijke categorie behandeld.

Het conserveren van voedsel is nodig vanwege de beperkte houdbaarheid daarvan, en meestal ook vanwege de seizoensgebonden beschikbaarheid.
Hoewel er reeds een groot aantal conserveringsmethoden op ambachtelijke basis bestonden, werd het conserveren op industriële schaal vanaf einde 19e eeuw toegepast. De belangrijkste verpakkingsmiddelen zijn blik, glazen potten, en kunststof.
De levensmiddelen worden gewoonlijk luchtdicht verpakt in conservenblikken of glazen flessen.

## Productieproces[1]
Toevoeging van suiker, zout en conserveringsmiddelen, verhitten, vacuümtrekken waren en zijn belangrijke productiestappen in het conserveringsproces;
- Product voorbereiding
- Voorbehandeling van het product
- Voorkoken
- Vullen
- Hermetisch afdichten
- Steriliseren

## Geschiedenis[2]
In 1795 besliste het Directoire om een prijsvraag uit te schrijven omtrent voedselbewaring. De regering reikte 12.000 frank uit aan iedereen die :
- een efficiënte methode kon bedenken voor het bewaren van bederfelijke levensmiddelen,
- de authentieke smaak van het voedsel zo goed als mogelijk kon bewaren,
- mét behoud van de voedingswaarde ervan.

Het was de Franse chef Nicolas Appert die in 1810 met het idee van de conserven op de proppen kwam, en zo als winnaar van bovengenoemde prijsvraag werd aangeduid. Hij maakte hierbij gebruik van glazen flessen die hij vulde met allerlei voedsel en vervolgens hermetisch afsloot. De flessen werden ten slotte ondergedompeld in een heet waterbad, waarna de inhoud ervan lang kon bewaard worden.
Zijn werkwijze werd al snel opgepikt door andere ondernemers en het was de Brit Peter Durand die er op 25 augustus 1810 een octrooi (Patent No 3372) op verwierf, en op veel grotere schaal zou gaan conserveren. Durand maakte gebruik van metalen blikken. Deze keuze voor metaal was een logisch gevolg van de toenmalige industriële pionierspositie van Groot-Brittannië: het land beschikte over een grote expertise op vlak van het efficiënt produceren van blik.
In 1812-1813 verkocht Durand zijn patent aan de Engelse zakenmannen Bryan Donkin en John Hall die het inblikken van voedsel verder op punt stelden. Zij openden de eerste conservenfabriek in Engeland.
Het octrooi werd in 1818 doorverkocht in Amerika.
De productie van de metalen voedselblikken was in deze periode nog volledig manueel en dus bijzonder traag: in 1810 - 1820 werden  productiecijfers van zo’n 6 blikken per uur genoteerd, die bovendien lang niet allemaal aan de eisen voldeden: vooral bij het solderen van de naden konden wel eens problemen optreden, vaak met fatale gevolgen. Het oxiderend metaal van deze slecht geproduceerde blikken lokte immers giftige reacties uit in het bewaarde conservenvoedsel. Naast dit risico op foutjes, waren de blikken in deze beginperiode ook onpraktisch: het waren bijzonder grote, balkvormige containers, van zowat 13 à 15 kilogram die enkel met behulp van een hamer en beitel konden geopend worden.
Niet lang nadat de groentenconserven hun intrede deden, startte Joseph Colin in 1824 in Nantes de eerste sardineconserven-fabriek. Zijn methodes werden al snel gekopieerd. In de volgende jaren zouden vele kleine sardineconserven-bedrijfjes het licht zien in Bretagne, dat al snel uitgroeide tot het centrum van deze industrie. Belangrijk daarbij was de nauwe wisselwerking met de lokale vissersvloot. Het was immers vaak zo dat eigenaars van de conservenfabrieken ook optraden als reder en dus beschikten over hun eigen vissersschepen. Eenmaal de sardines aan land gebracht waren, kwam de rest van het verwerkingsproces in handen van de vrouwelijke bevolking te liggen. In 1861 kon in Nantes zo circa 100.000 à 150.000 blikjes per jaar geproduceerd worden, met behulp van de 4.000 à 5.000 vrouwen die in deze nijverheid werkzaam waren. Deze werkgelegenheidscijfers waren, zeker voor een rurale regio, niet onbelangrijk.
In 1846 vond Henry Evans een machine uit die het productieritme vertienvoudigde tot zestig voedselblikken per uur.
Het was uiteindelijk wachten op het midden van de 19de eeuw vooraleer een aantal nieuwigheden het gebruik van conservenblikken verbeterden:
- de blikopener zag in 1858 het levenslicht in de Verenigde Staten,
- etiketteermachines vonden hun ingang en
- het toevoegen van geribbelde zones zorgde voor sterkere conservenblikken.
- Vanaf 1870 werd opnieuw een stap gezet richting een meer industriële aanpak, door de introductie van autoclaven.

Belangrijke Bretonse visconservencentra in de 19de eeuw waren onder andere Douarnenez, Audierne, Concarneau, Quiberon en Belle-Ile-en-Mer.

## Fabrieken in Nederland
De eerste Nederlandse conservenfabriek dateert uit 1860 en was gevestigd nabij Leiden. In 1887 werd de eerste stoomfabriek voor jams en conserven opgericht.
Conservenfabrieken in Nederland zijn en waren talrijk. Ze zijn vaak gesitueerd op plekken waar groenten of fruit worden verbouwd. Veel conservenfabrieken stammen van eind jaren 80 van de 19e eeuw. In 1915 telde Nederland 35 groenten- en fruitconservenfabrieken, 13 jamfabrieken, 2 vruchtenpulpfabrieken en 6 appelstroopfabrieken. In 1970 telde Nederland 33 conservenfabrieken. De volgende fabrieken zijn tegenwoordig actief of hebben in het verleden enige bekendheid genoten:

### Groenten en fruit
- Aarson Foods B.V te Asenray, vanaf 1987, groenten- en fruitconserven in glas en blik, gesloten 2016.
- Aarts conserven te Lottum, vanaf 1936, asperges, kersen en peren.
- Baltussen Konservenfabriek te Driel, opgericht 1868 en daarmee de oudste nog bestaande conservenfabriek in Nederland. Werd een onderdeel van de Suiker Unie, in 1998 verzelfstandigd. Groentenconserven, tegenwoordig vooral biologische producten.
- Maatschappij tot exploitatie van de fabriek tot het verduurzamen van levensmiddelen te Beverwijk, in 1896 verkocht en toen: Beverwijksche Conservenfabriek "De Bever" genaamd. Gesloten in 1967. Groentenconserven ("busgroenten", tafelzuren, soepen).

- De Betuwe te Tiel, vanaf 1885

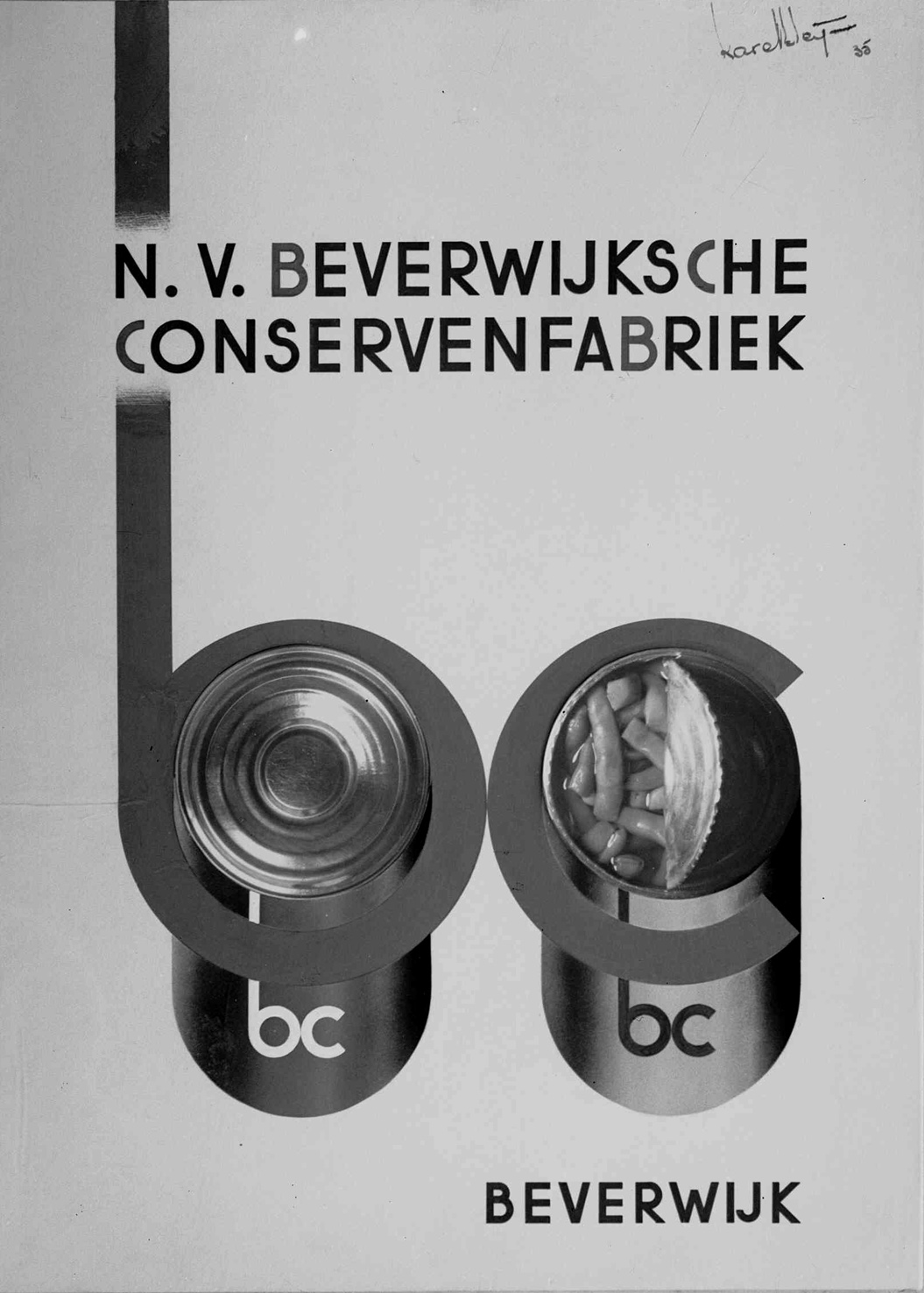
Reclame-ontwerp uit 1935 voor de N.V. Beverwijksche Conservenfabriek

- M.W. Blom & Zoon Conservenfabriek, later Stoomfabriek voor Verduurzaamde Levensmiddelen te Doetinchem. Gestart in 1895, vruchtensappen toegevoegd in 1958, overgenomen door Hak in 1971, gesloten in 1986 en daarna gesloopt. Groenteconserven.
- Burcht Foods (Noordhollandsche Conservenfabriek Verburg), te Noord-Scharwoude, gesloten 1998
- Coroos (C. Oostrom's Conservenfabrieken) te Kapelle en Geldermalsen, blik sinds 1956, glas sinds 1982, kunststof sinds 2003.
- Conservenfabriek Gebr. Docter te Beverwijk
- Conservenfabriek "De Faam" te IJsselmuiden, opgericht in 1878 en gesloten in 1988, vervaardigde groenten in blik en vanaf 1928 ook in glas. Vanaf de jaren 50 augurken en vanaf de jaren 70 ook zilveruien, vanaf 1982 zuurkool en fruit
- Hak te Giessen, vanaf ongeveer 1950, groenten in glas
- Henkes' conservenfabrieken te Halsteren (asperges) en Princenhage (fruit), vanaf 1887
- Hero te Breda, vanaf 1914, fruitconserven
- Hoogenstraaten Conservenfabriek te Alkmaar, later overgenomen door "Kennemerland", vóór 1900, tot 1970
- N.V. Heusdensche Conservenfabriek te Heusden, vanaf 1910
- Lucas Aardenburg N.V. Conservenfabriek "Kennemer", te Beverwijk en Hoogeveen (aldaar opgericht 1929), blikgroenten diepvriesproducten sinds 1952, later overgenomen door Iglo, gesloten in 1990
- M.A. van den Hout & Zonen N.V. te Zwijndrecht, Rucphen en Oosterhout. Opgericht in 1904 en gesloten in 1973.
- Koeleman te Ter Aar, gesticht 1916 en failliet in 2006. Appelmoes, tafelzuur.
- Kooij & Trompetter te Medemblik, afgebrand in 1931 en niet herbouwd. Groentenconserven.
- G.A. van de Kroon te Bergen op Zoom, vanaf 1932, tafelzuur
- Conservenfabriek N.V. Puralimento, gesticht 1910, failliet 1921, gebouw in gebruik door andere industrie, gesloopt 1987.

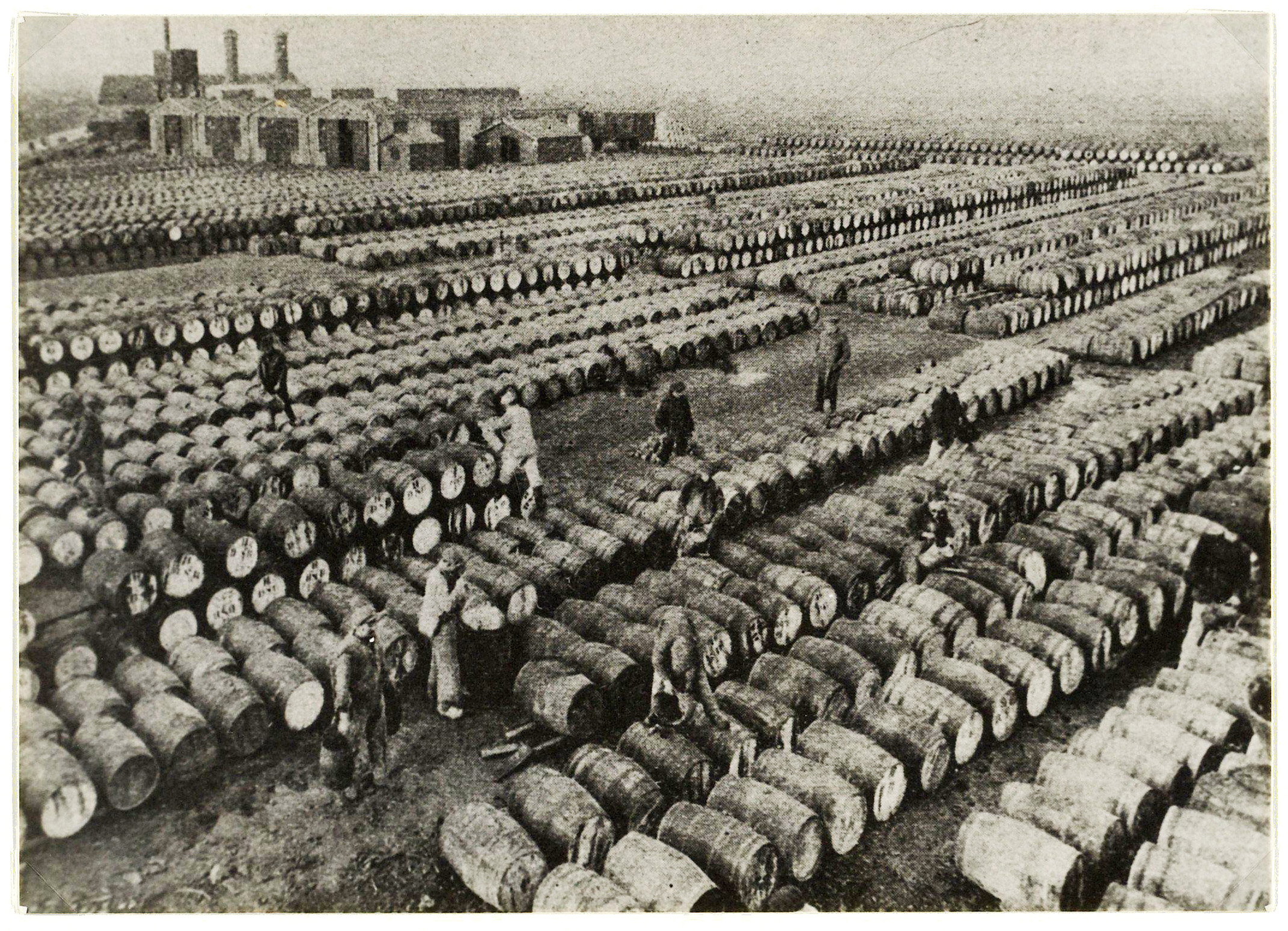
Vaten ingemaakte groenten bij conservenfabriek Blad en v.d. Vijver te Hoofddorp, klaar voor transport.

- Vaten ingemaakte groenten bij conservenfabriek Blad en v.d. Vijver te Hoofddorp, klaar voor transport.Conservenfabriek van Blad en v.d. Vijver te Hoofddorp, gesticht 1916, failliet 1919.
- E.J. Schoondergang-Speet te Leiden, peulvruchten.
- Sleutels busgroenten, te Leiden ca 1925 reeds 79 medewerkers (volgens foto familiearchief)
- Van der Sluys Conservenfabriek te Rotterdam
- Sterpa Conservenfabriek te Ede, overgenomen door Ruiten Troef Conserven, verdwenen.
- Teo te Elst, vanaf 1901
- Tieleman & Dros te Leiden, vóór 1900.
- B. Volwater & Zn. te Roelofarendsveen, sinds 1904, vooral tafelzuur
- Conservenfabriek "De Witte Vos" te Utrecht, voormalig.
- Conservenfabriek "WILCO" in Assen.

### Vlees en vis
- Zwanenberg, oorspronkelijk Van der Laan te Almelo, uit 1929, dat het merk van Zwanenberg overnam en vacuümverpakte worst produceerde.
- Larco Foods te Someren, familiebedrijf en producent van bouillons, soepen en vleesconserven.
- Unox te Oss, worst in blik en vacuümverpakt.
- Soomers Vleeswaren & Conservenbedrijf te Kerkrade.
- Lupack te Raalte, vleeswaren, onderdeel van Zwanenberg.
- N.V. Vleeschwaren- en Conservenfabriek Sassenheim te Sassenheim, voormalig.
- Uithoornsche Bacon- en Conservenfabriek te Uithoorn, voormalig.
- Rocofa te Ittervoort, honden- en kattenvoer in blik, overgenomen door Provimi.
- Landa Conserven te Hoogerheide, sinds 1937, schelpdieren.

## Fabrieken in België
- Conservenfabriek "Picolo" te Stabroek, gesloopt 2010.
- Scana Noliko NV te Bree sinds 1965 en Rijkevorsel vanaf 2010.
- Marie Thumas, opgericht in 1886, overgenomen door Bonduelle in 1980.

## Fabrieken in Italië
- Cirio S.p.A. (Cirio Società per Azioni), opgericht in 1856 in Turijn. Ze zijn gespecialiseerd in tomaat in blik.

## Fabrieken in het Verenigd Koninkrijk
- Crosse & Blackwells Ltd, overgekocht in 1830, van een oudere firma

## Verder lezen
- De Clerck, De West-Vlaamse visverwerkende industrie in de periode 1880-1930: Commodo et incommodo: Gemak en (of) ongemak, NAVIGO, Oostduinkerke, 2012
- Drouard, A., The history of the sardine-canning industry in France in the nineteenth and twentieth centuries, in Segers, Y., Bieleman, J. en Buyst, E. Exploring the food chain. Food production and food processing in Western Europe, 1850-1990, Brepols Publishers, Turnhout, 2009
- Niesten, E. en Segers, Y.,  Smaken van het land. Groenten en fruit, vroeger en nu, Uitgeverij Davidsfonds, Leuven,2007
- Scholliers, P. 1993. Arm en rijk aan tafel. Tweehonderd jaar eetcultuur in België. EPO, Berchem.
- Van der Hallen, P., Industrial dynamics in the food industry (1880-1940) in an era of technological transition. Ongepubliceerd proefschrift, KU Leuven, 2011